# Temple de Tin Hau (baie de Joss House)

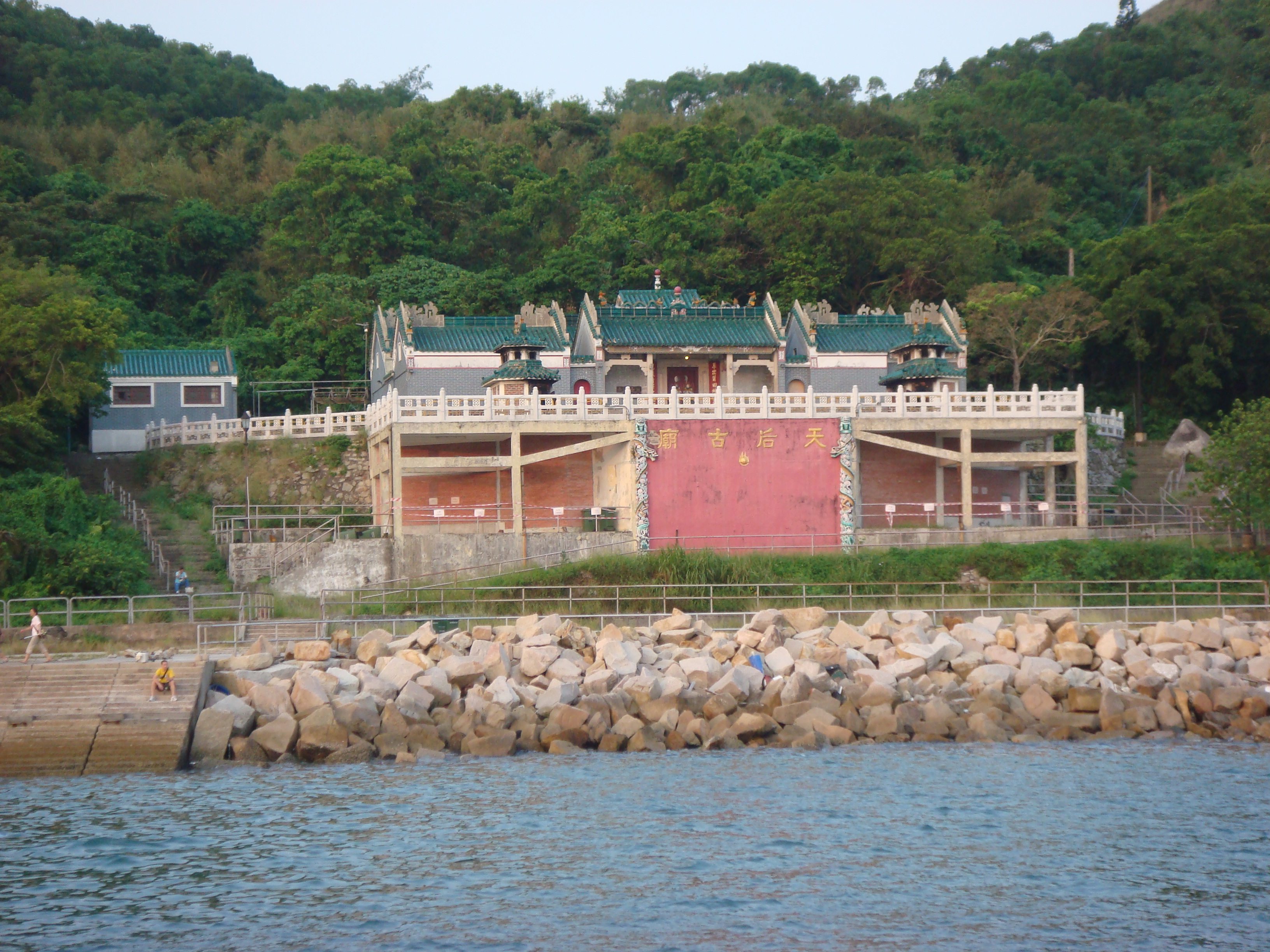
Le temple.

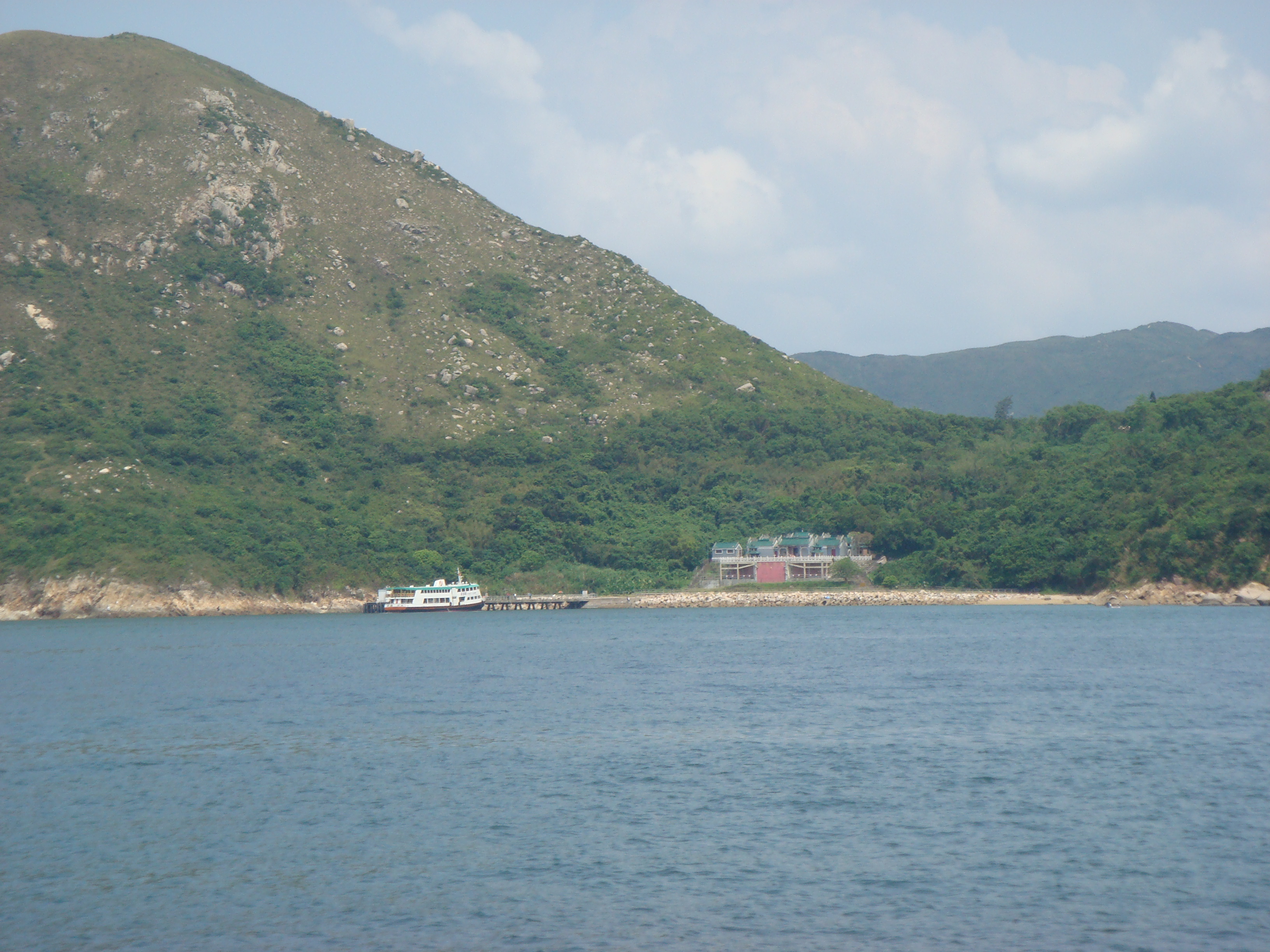
Vue lointaine du temple.

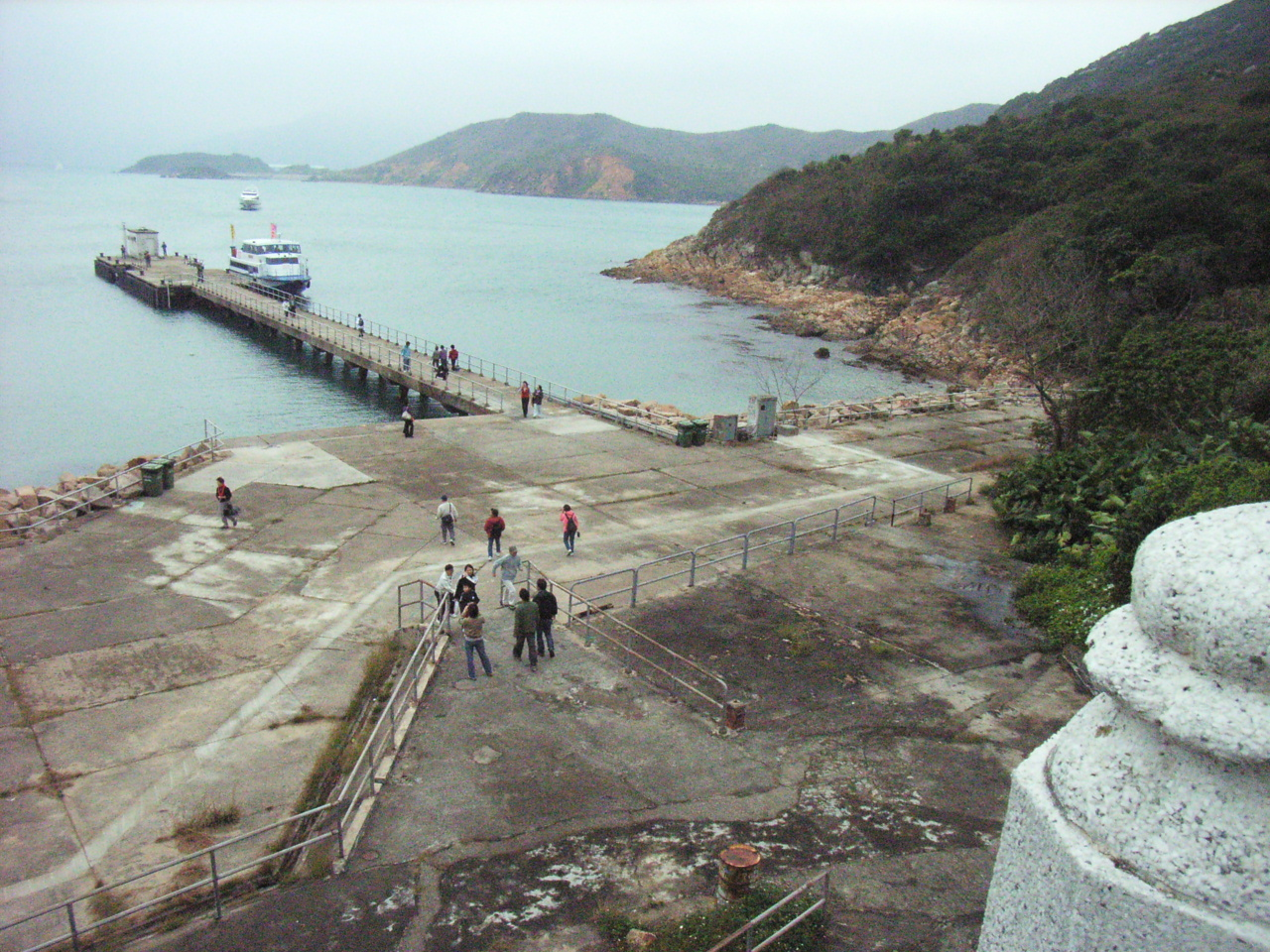
La jetée publique de la baie de Joss House, à côté du temple.

La temple de Tin Hau de la baie de Joss House (佛堂門天后古廟), parfois appelé Tai Miu (大廟, « Grand temple »), est le plus ancien et le plus grand temple de Tin Hau de Hong Kong. Il est également suggéré qu'il s'agirait du temple de Tin Hau le plus populaire, tant auprès des pêcheurs que des autres habitants de Hong Kong.

## Localisation
Le temple est situé face à la mer à Fat Tong Mun (en) (佛堂門),  sur la rive de la baie de Joss House (en), près de l'extrémité sud de la péninsule de la baie de Clear Water (en). La baie de Joss House est appelée en chinois Tai Miu Wan (大廟灣), ce qui signifie littéralement la « baie du Grand temple ».

## Histoire
Le temple aurait été construit en 1266 par Lam Tao-yi (林道義), date attestée par une inscription datant de 1274 dans un rocher situé à proximité (ce qui en fait la plus ancienne inscription datée connue à Hong Kong).

## Festival de Tin Hau et événements
Une fois par an, le jour de l'anniversaire de Tin Hau, le 23e jour de la troisième lune du calendrier chinois, entre 40 000 et 50 000 personnes assistent aux célébrations du temple. Des milliers de personnes se dirigent vers le sanctuaire, par le sentier de randonnée du pic High Junk (en), pour lui rendre hommage. Des milliers arrivent par la mer à travers la baie de Joss House à bord de centaines de navires.
La police organise la cérémonie de lancement de ses nouveaux véhicules au temple.

## Conservation
Le temple est géré par le clan (en) Lam jusqu'en 1939. Depuis cette date, il est géré par le comité des Temples chinois (en). Il est classé bâtiment historique de rang I.

## Accès
Le temple est accessible par le sentier de randonnée du pic High Junk. Une promenade plus courte combinée avec les transports en commun est possible depuis le Country Club de la baie de Clear Water.
Un service de ferry vers la baie de Joss House est disponible chaque année depuis l'embarcadère de North Point le jour de l'anniversaire de Tin Hau,. La jetée publique de la baie de Joss House est située juste en face du temple.
En dehors de la célébration de l'anniversaire de Tin Hau, un minibus vert régulier (route 16) circule entre la gare de Po Lam (en) et le village de Po Toi O (en). Les visiteurs doivent descendre à l'arrêt Tai Miu Wan (près de l'entrée du Clearwater Bay Golf & Country Club (en)) et marcher pendant environ 10 minutes en descendant un escalier jusqu'à la baie de Joss House, en passant devant l'inscription rocheuse.